# Karl Meier (actor)
Karl Meier (San Galo, 16 de marzo de 1897 - Zúrich, 29 de marzo de 1974), de nombre real Rudolf Carl Rheiner, fue un actor suizo del Cabaret Cornichon y editor de la revista Der Kreis – Le Cercle – The Circle bajo el seudónimo «Rolf».

## Biografía
Karl Meier nació en 1897 como hijo ilegítimo de la planchadora Elisabeth Rheiner en San Galo, siendo bautizado como Rudolf Carl Rheiner. De niño pasó al cuidado del matrimonio sin hijos Thomas y Wilhelmina Meier-Götsch en Kradolf, siendo adoptado por ellos en 1912. El rastro de su madre biológica se pierde en 1907.
A partir de 1912 Meier realiza su aprendizaje de comerciante en una fábrica de tejidos de seda en Schönenberg. Sin embargo, su deseo era convertirse en actor. Gracias a un jefe comprensivo, consiguió un puesto en la central de la empresa en Zúrich. Allí tomó clases de actuación, a la vez que actuaba en compañías de teatro ambulantes. Tras varios años de giras por Suiza, cambió a los escenarios alemanes a partir de 1924. De 1935 a 1947 Meier trabajó en el Cabaret Cornichon. Después trabajaría para la radio e incluso en una película.
Meier se dio a conocer internacionalmente como «Rolf». Bajo ese seudónimo fue conocido de 1943 a 1967 como editor y redactor de la mundialmente conocida revista Der Kreis – Le Cercle – The Circle. Escribió artículos políticos, reseñas literarias y administraba los datos de los abonados. Varias veces al año organizaba bailes de máscaras y otras fiestas entre los abonados de Der Kreis.
En 1970 sufrió un ataque apoplético en una prueba en el teatro Theater am Hechtplatz en Zúrich. Su pareja le cuidó hasta su muerte en 1974 en Zúrich, siendo enterrado según su propio deseo en Sulgen. Una pequeña parte de su legado está conservado en el Archivo Estatal de Turgovia.

## Actor y director
Sus años de gira por Suiza le llevaron a principios de la década de 1920 al teatro local de Soleura y al teatro de la liga de ciudades de Winterthur-Schaffhausen. En las pausas de verano actuaba en obras al aire libre. En la temporada 1924/25 Meier se trasladó a Alemania, concretamente a Bielefeld. Posteriormente trabajaría en Münster, Glogau y Zwickau. Pasó en diversas ocasiones por Berlín. En 1932 volvió a Suiza, donde trabajó inicialmente en el teatro de la liga de Biel-Solothurn y posteriormente en el teatro local de Schaffhausen.
A partir de 1935 fue contratado por el Cabaret Cornichon, donde trabajó hasta 1947 en unas 4000 representaciones al lado de Emil Hegetschweiler, Elsie Attenhofer, Alfred Rasser, Heinrich Gretler y Zarli Carigiet, mientras al piano tocaba Nico Kaufmann. Meier estaba a la sombra de sus populares colegas, pero contribuyó con su trabajo constante considerablemente a la calidad artística del conjunto. Tras el final de la II Guerra Mundial, este tipo de cabaret político ya no era tan popular, así que Meier comenzó a trabajar a partir de 1947 en Radio Zürich en radioteatro y programas educativos. Sus programas, junto con Schaggi Streuli, entre otros en la pieza Polizischt Wäckerli («el policía Valenín») eran auténticos éxitos de masas. A la vez trabajaba en algunos escenarios de Zúrich, aunque habitualmente en papeles secundarios. Finalmente también consiguió algunos papeles en el cine, Hinter den sieben Gleisen («Detrás de las siete vías») de Kurt Früh (1959), y en una película para la televisión, bajo la dirección de Ettore Cella (1958).
Meier no sólo trabajó de actor, sino también de director. En la ciudad en la que creció, escenificó durante casi 50 años para la asociación de estenógrafos de Schönenberg-Kradolf. Celebraba sus aniversarios como actor en este ambiente. Para las celebraciones del 500 aniversario de la pertenencia del cantón de Turgovia a la Confederación Suiza en 1960, se encargó de la escenificación, por el que recibió muchos elogios. «Sin duda pertenecía a los impulsores más importantes del teatro popular suizo del siglo XX.»

## Editor deDer Kreis
El primer contacto con la subcultura homosexual lo tuvo en Berlín en la década de 1920. Conoció a Adolf Brand y publicó algunos artículos en su revista Der Eigene. De vuelta en Suiza, escribió a partir de 1934 regularmente en las revistas Schweizerisches Freundschafts-Banner (1933–1936) y Menschenrecht (1937–1942), habitualmente bajo el seudónimo «Rolf». A partir de 1943 la revista apareció bajo el nombre Der Kreis – Le Cercle – The Circle, con «Rolf» como único editor.
Sin embargo «Rolf» no fue sólo el editor único de la revista, sino que también era el redactor de la parte en alemán, autor de textos literarios, poemas y reseñas literarios, así como comentarista de la actualidad política o de sentencias. En su punto álgido en 1959, se enviaban hacia 2000 ejemplares a todas las partes del mundo. «Rolf» también editó cuatro volúmenes con fotografías y una con dibujos de la revista.
Todas las semanas «Rolf» además organizaba encuentros de los miembros de Zúrich y anualmente bailes de carnaval, verano, otoño y Navidad, para los que se reunían varios cientos de hombres que viajaban desde toda Europa. Como centro de hecho de los homosexuales suizos, «Rolf» se convirtió en consejero y ayuda para sol abonados que tenían dificultades, además de iniciar grupos locales en Basilea (Isola-Klub) y Berna. Sus actividades sirvieron de ejemplo a los grupos de homosexuales en Alemania (por ejemplo, el grupo «die runde»), Francia (revista Arcadie, los Países Bajos («Cultuur- en Ontspannings Centrum» COC), Dinamarca («Kredsen af 1948») y Estados Unidos. Entre 1951 a 1958, «Rolf» participó en cinco congresos del International Committee for Sexual Equality (ICSE).
Gracias a su posición como editor de Der Kreis, «Rolf» tuvo una considerable influencia en el movimiento homófilo tras la II Guerra Mundial. Exigía una presencia discreta y no permitía imágenes demasiado liberales en la revista. En este sentido, determinó «lo que debía esperarse de un homosexual». A partir de la década de 1960, se introdujeron en el mercado, gracias a la liberal legislación de los países escandinavos, revistas con fotos más atrevidas. En consecuencia, la demanda de la revista se hundió, por lo que tuvo que dejar de editarse en 1967. «Rolf» se sintió traicionado en la obra de su vida, se retiró del movimiento homófilo y tampoco se implicó en el nuevo movimiento de liberación LGBT.

## Obra
- «Rolf» (Ed.): Der Kreis – Le Cercle – The Circle. Revista años 11 a 35. Zürich: Der Kreis, 1943–1967.
- «Rolf» (Ed.): Der Mann in der Photographie. 4 tomos. Zürich: Der Kreis, 1952–1962.
- «Rolf» (Ed.): Der Mann in der Zeichnung. Zürich: Der Kreis, 1960.
- Meier, Karl: Dozmol: e halb Dotzend Jugederinnerige. Kradolf: Boretti, 1969 [en dialecto de Turgovia].